# Anna Netrebko
Anna Netrebko (rus: Анна Юрьевна Нетребко)  (Krasnodar, 18 de setembre de 1971), nom complet amb patronímic Anna Iúrievna Netrebko, en alemany: Anna Jurjewna Netrebko, és una soprano russa nacionalitzada austríaca des del 2006. La revista Time la va escollir com una de les 100 personalitats més influents de l'any 2007. És coneguda per la versatilitat de la seva veu i per la seva personalitat a l'escenari.

## Biografia
Treballava de conserge en el Teatre Mariïnski de Sant Petersburg (seu de l'Òpera Kirov) i el director d'orquestra Valeri Guérguiev la va descobrir en sentir-li cantar informalment les melodies que aprenia fent la seva feina. En veure la veu que tenia i les seves qualitats innates, el director es va convertir en el seu mentor musical fins que va començar la carrera artística en aquest mateix teatre, als 22 anys, fent el paper de Sussana a Les noces de Fígaro. Continuà cantant papers destacats amb l'Òpera Kirov, incloent-hi l'Amina de La sonnambula, la Pamina de La flauta màgica, la Rosina d'Il barbiere di Siviglia i la Lucia de Lucia di Lammermoor.
El 1995, amb vint-i-quatre anys, debutà als Estats Units, fent de Liudmila, de l'òpera de Mikhaïl GlinkaRuslan i Liudmila, a l'Òpera de San Francisco i es convertí en una freqüent cantant convidada. També aparegué en altres ciutats estatunidenques i es va fer conèixer com a intèrpret de papers operístics russos, com Ludmila i la Natasha (Guerra i pau). Ha tingut reeixides incursions en el repertori belcantista i romàntic, com Gilda a Rigoletto, Musetta a La Bohème i Giuletta a I Capuleti e i Montecchi.
El 2002, Netrebko debutà al Metropolitan Opera de Nova York fent de Natasha, a l'estrena en el Met de Guerra i pau. El mateix any cantà la seva primera Donna Anna de Don Giovanni, al Festival de Salzburg, dirigida per Nikolaus Harnoncourt.
El 2003, el seu repertori incloïa interpretacions de la Violetta de La Traviata a Múnic, el paper titular de Lucia di Lammermoor a l'Òpera de Los Angeles, i de Donna Anna a la Royal Opera House, Convent Garden. Aquest any també fou el llançament del seu primer àlbum: Opera Arias. El seu segon àlbum, Sempre libera, es llançà l'any següent. Cantà un Romeu i Julieta amb Rolando Villazón, amb qui també ha estat l'Adina de L'elisir d'amore el 2005. El mateix any, aparegué fent de Violetta Valéry a La traviata del Festival de Salzburg, dirigida per Carlo Rizzi.
La veu de Netrebko és notable perquè tant presenta la suavitat i la flexibilitat d'una soprano lírica com la ressonància i el timbre obscur d'una soprano lírico-spinto. Té una tessitura molt àmplia, ja que és capaç d'arribar -pel cap baix- al mi bemoll alt de soprano.
El 2006, obtingué la ciutadania austríaca. El mateix any, amb motiu de la Copa del Món de Futbol d'Alemanya., va actuar amb els tenors Plácido Domingo i Rolando Villazón.